# Puli Kali
Puli Kali (del malaiàlam, creat a partir de puli "lleopard/tigre" i de kali "jugar"), que també es coneix com a Kaduvakali, és un art tradicional de diversió popular que es realitza a l'estat de Kerala (Índia). Hi actuen diversos artistes acostumats a divertir la gent durant la festa de l'Onam, un festival que té lloc cada any durant la collita d'arròs, i que se celebra sobretot a l'estat indi de Kerala.
És durant el quart dia de l'Onam (Nalaam Onam) quan els comediants disfressats de tigres i caçadors, amb vestits brillants de colors groc, vermell i negre, ballen seguint el ritme d'instruments tradicionals com ara l'udukku i el thakil.